# Nachtpaaten
Nachtpaaten, auch Nachtpaaton (Aton ist stark) oder nur Nacht (der Starke) war ein hoher altägyptischer Beamter, der unter Echnaton das Amt eines Wesirs innehatte. Er ist bisher nur von seinem Grab (Nr. 12) in Amarna und seinem Haus in der Stadt von Amarna bekannt. Der Bau des Grabes ist in einem frühen Stadium beendet worden. Sein Haus wurde 1922 ausgegraben und gehört zu den größten Privathäusern von Amarna. Hier wird er meist nur als Nacht bezeichnet. Nachtpaatens Name und Titel befanden sich auf der Rahmung einer Nische gemalt und auf den Resten einer steinernen Türrahmung.
Demnach trug Nachtpaaten die typischen Titel eines Wesirs und war Vorsteher der Stadt, Wesir, aber auch Vorsteher der Arbeiten in Achetaton (Achetaton ist der antike Name von Amarna).